# Домашній (острів)
Дома́шній (рос. Домашний) — острів архіпелагу Сєдова, що входить до складу архіпелагу Північна Земля.
Адміністративно належить до Таймирського Долгано-Ненецького району Красноярського краю Російської федерації.

## Географічні особливості
Розташований у західній частині архіпелагу Сєдова. На північ від острова Домашнього знаходиться острів Середній. Острови поділяє протока Сергія Каменєва завширшки від 0,8 до 1,2 кілометра і глибиною до 25 метрів.
Має видовжену з північного заходу на південний схід форму, звужується на сході. Довжина від західного мису Чотирьох до східного мису Пам'ятного — 4,25 кілометрів; ширина у середній частині — до 950 метрів. У центральній частині острова — невелика скеля висотою 20,7 метрів.
Береги здебільшого уривчасті. Річок на острові немає, але у північній і західній частинах острова розташовані декілька невеликих безстічних озер.
Георгій Ушаков так описав перше побачення з островом:

| «Похмурий і неживий острів Домашній, де була організована нова полярна станція, був усього лише гребенем вапнякової складки, що виступала з моря. Він піднімався вузенькою, горбистою смужкою і нагадував спину кита, що висунувся з води. Вперше ступивши на його обмерзлу, слизьку поверхню, ми мимоволі йшли обережною ходою, ніби під ногами і справді лежав кит, готовий щохвилини зануритися в холодну безодню.» |

## Історія освоєння
Влітку 1930 року на східному закінченні острова, в районі мису Пам'ятного, експедицією під керівництвом Г. О. Ушакова була створена полярна станція «Острів Домашній» і звідси виходив на радіозв'язок з материком радист експедиції Василь Ходов. Цією ж експедицією була складена перша мапа острова. Станція проіснувала до 1954 року і нині перебуває у занедбаному стані.
На острові у 1963 році була забетонована капсула з прахом Г. О. Ушакова (згідно його заповіту), а також знаходиться могила Б. О. Кремера — колишнього начальника полярної станції, похованого тут у 1976 році.